# 塔塔瓦德
塔塔瓦德（Tathavade），是印度马哈拉施特拉邦浦那县的一个城镇。总人口7975（2001年）。

## 人口
该地2001年总人口7975人，其中男性4290人，女性3685人；0—6岁人口1342人，其中男711人，女631人；识字率54.18%，其中男性为62.63%，女性为44.34%。